# John R. Leonetti
John Robert Leonetti (Los Angeles, 4 luglio 1956) è un direttore della fotografia, regista e produttore cinematografico statunitense.

## Filmografia

### Direttore della fotografia
- An Eight Is Enough Wedding - film TV (1989)
- La bambola assassina 3 (Child's Play 3: Look who's stalking), diretto da Jack Bender (1991)
- Raven - serie TV, 1 episodio (1992)
- Coopersmith - Profumo d'omicidio (Coopersmith) - film TV (1992)
- Revenge on the Highway - film TV (1992)
- Hot Shots! 2 (Hot Shots! Part Deux), diretto da Jim Abrahams (1993)
- I racconti della cripta (Tales from the Crypt) - serie TV, 12 episodi (1989-1993)
- One Woman's Courage - film TV (1994)
- The Prison - film TV (1994)
- The Mask, diretto da Chuck Russell (1994)
- Il fuoco della resistenza - La vera storia di Chico Mendes (The Burning Season: The Chico Mendes Story), regia di John Frankenheimer – film TV (1994)
- Mortal Kombat, diretto da Paul W. S. Anderson (1995)
- Kindred: The Embraced - serie TV, 1 episodio (1996)
- Spia e lascia spiare (Spy Hard), diretto da Rick Friedberg (1996)
- Detroit Rock City, diretto da Adam Rifkin (1999)
- JAG - Avvocati in divisa (JAG) - serie TV, 4 episodi (2000)
- Providence - serie TV, 16 episodi (2000-2001)
- Le avventure di Joe Dirt (Joe Dirt), diretto da Dennie Gordon (2001)
- Il Re Scorpione (The Scorpion King), diretto da Chuck Russell (2002)
- Honey, diretto da Bille Woodruff (2003)
- Nata per vincere (Raise Your Voice), diretto da Sean McNamara (2004)
- The Perfect Man, diretto da Mark Rosman (2005)
- Il mistero del bosco (The Woods), diretto da Lucky McKee (2006)
- Dead Silence, diretto da James Wan (2007)
- Il nome del mio assassino (I Know Who Killed Me), diretto da Chris Sivertson (2007)
- Death Sentence, diretto da James Wan (2007)
- Cash Game - Paga o muori (Cash), diretto da Stephen Milburn Anderson (2010)
- Piranha 3D, diretto da Alexandre Aja (2010)
- Super Hybrid, diretto da Eric Valette (2010)
- Insidious, diretto da James Wan (2010)
- Soul Surfer, diretto da Sean McNamara (2011)
- The River - serie TV, 7 episodi (2012)
- Zero Hour - serie TV, 3 episodi (2013)
- L'evocazione - The Conjuring (The Conjuring), diretto da James Wan (2013)
- Oltre i confini del male - Insidious 2 (Insidious: Chapter 2), regia di James Wan (2013)

### Regista
- Mortal Kombat - Distruzione totale (1997)
- Sons of Thunder - serie TV, 2 episodi (1999)
- Providence - serie TV, 1 episodio (2001)
- The Butterfly Effect 2 (2006)
- Annabelle (2014)
- 10050 Cielo Drive (Wolves at the Door) (2016)
- Wish Upon (2017)
- The Silence (2019)